# Atractus hostilitractus
Atractus hostilitractus е вид змия от семейство Смокообразни (Colubridae).

## Разпространение
Видът е разпространен в Панама.